# 彼得·杜米特雷斯库

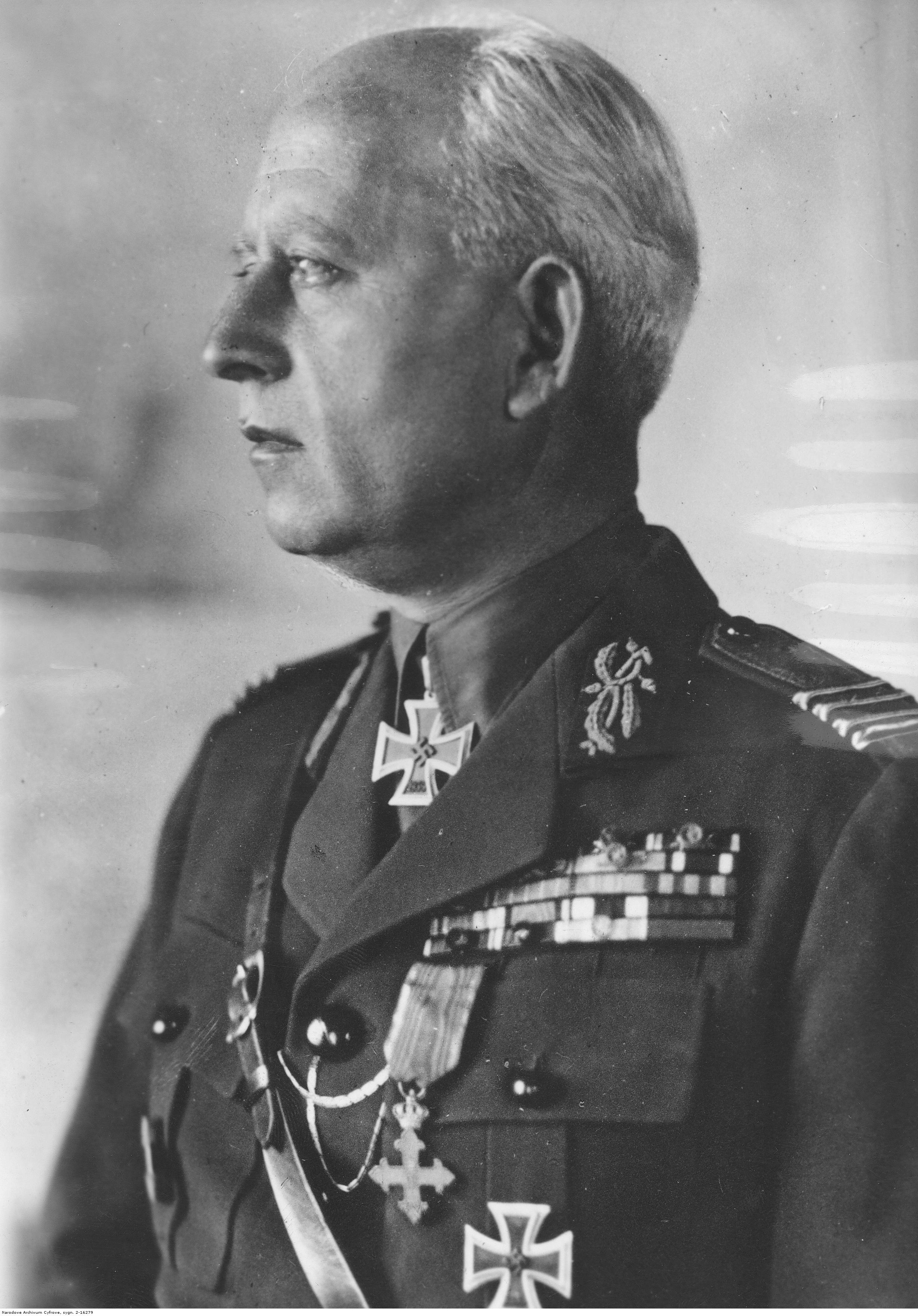
彼得·杜米特雷斯库

彼得·杜米特雷斯库（羅馬尼亞語：Petre Dumitrescu，1882年2月12日—1950年1月15日），罗马尼亚军事人物。最高军衔为上将。
出生在罗马尼亚王国多尔日县莫策采伊乡。1930年代，被派往巴黎担任驻外武官。1931年，成为罗马尼亚国王卡罗尔二世的侍从武官。1931年至1932年，被派往布鲁塞尔担任驻外武官。
1937年任师长，1940年11月任罗马尼亚第一集团军司令官。1941年3月，任第三集团军司令官。6月率军参加苏德战争，并参加了斯大林格勒战役。罗马尼亚第三集团军在苏联红军的天王星行动中事实上已经覆灭，后重新编成。
二战结束后，他被逮捕，以战争罪遭到起诉，但后来被判处无罪。1950年死于布加勒斯特自宅。